# 161835 Barbmcclintock
161835 Barbmcclintock este o planetă minoră (asteroid) din centura de asteroizi. A fost descoperită pe 13 decembrie 2006 la Mount Lemmon⁠(d) de Mount Lemmon Survey⁠(d) și a fost numită după Barbara McClintock. 
Obiectul prezintă o orbită caracterizată de o semiaxă mare de 2,2945929794268 UAi, o excentricitate de 0,11273378291761, o înclinație de 6,7025539605134 ° în raport cu ecliptica.